# Unenlagiidae
Čeleď unenlagidů byla skupinou dravých (teropodních) dinosaurů náležejících do blízkého příbuzenstva dromeosauridů (resp. jedná se pravděpodobně o podskupinu specializovaných dromeosauridů).

## Popis

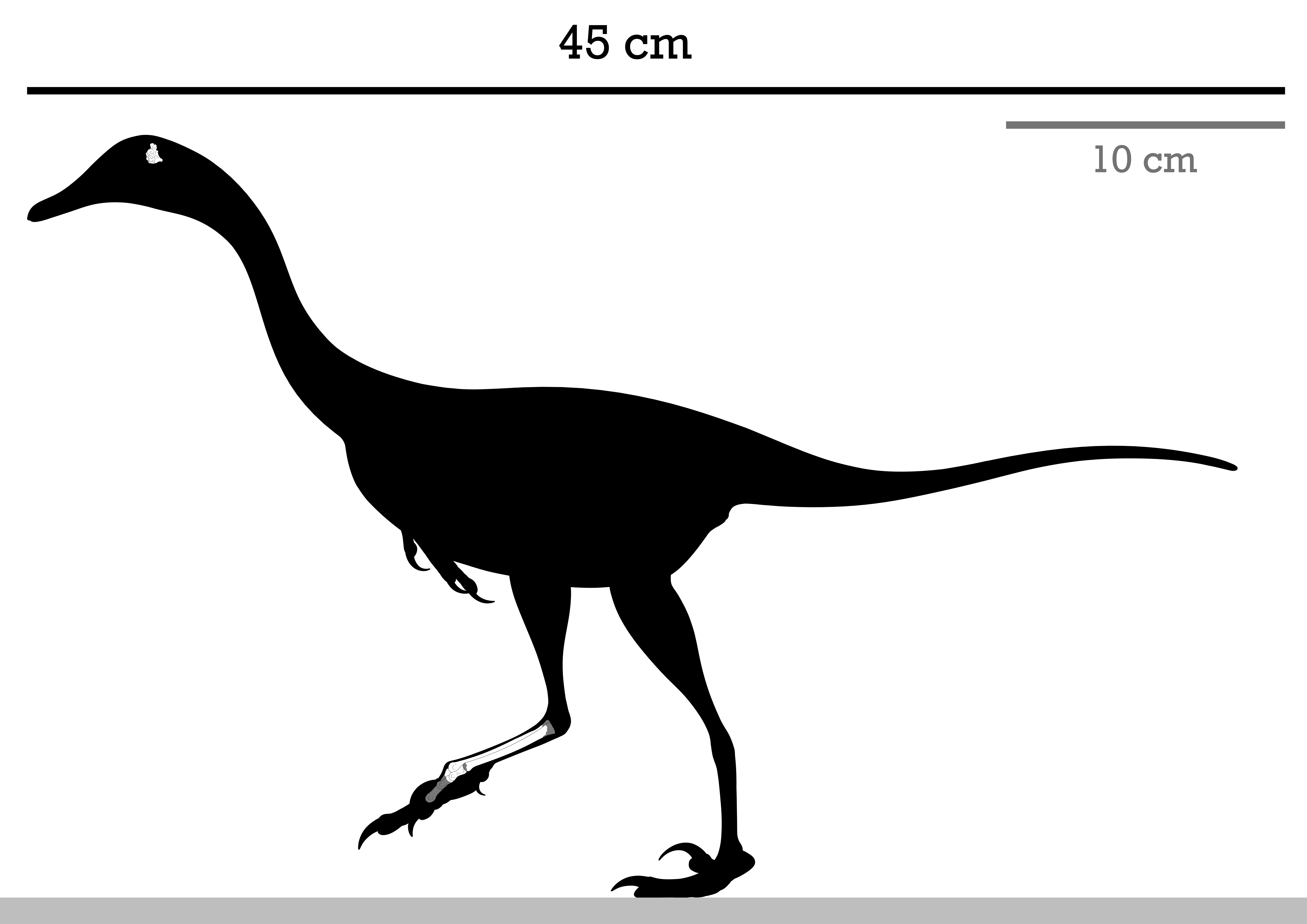
Hulsanpes – rekonstrukce siluety a znázornění dochovaných fosilií.

Byli to aktivní a rychlí lovci obvykle menších rozměrů, velmi podobní ptákům. Pravděpodobně byli všichni opeření a někteří možná dokázali využívat klouzavý let (například rod Rahonavis). Jejich fosilní pozůstatky byly dosud objeveny v Asii, Jižní Americe i na Madagaskaru. Žili v období pozdní křídy, zhruba před 94 až 70 miliony let.

## Zařazení
Dnes do této čeledi řadíme podčeledi Halszkaraptorinae a Unenlagiinae, typovým druhem je Unenlagia comahuensis, formálně popsaná roku 1997. Některé druhy byly pravděpodobně vysoce specializované pro obojživelný či na blízkost vody vázaný způsob života (např. Halszkaraptor escuillei).